# Joachim von Bodelschwingh
Joachim von Bodelschwingh (* im 16. Jahrhundert; † 11. Juli 1566) war Domherr in Münster.

## Leben
Joachim von Bodelschwingh entstammte dem rheinisch-westfälischen Adelsgeschlecht von Bodelschwingh, welches seinen Ursprung in der Grafschaft Mark hatte und aus dem zahlreiche namhafte Persönlichkeiten hervorgegangen sind. Er war der Sohn des Gerd von Bodelschwingh zu Mengede (1487–1536, Drost zu Lünen) und dessen Gemahlin Katharina von Romberg zu Massen. Sein Bruder Ernst (1525–1603) wurde als Nachfolger seines Vaters Drost zu Lünen.
Am 30. August 1546 erhielt Joachim ein Kanonikat in Münster und blieb bis zu seinem Tode Domherr in Münster. Er war auch Archidiakon zu Winterswijk und Pfarrer in Lüdinghausen und Heiden.